# Гнедухино
Гнедухино — село в Баганском районе Новосибирской области. Входит в состав Баганского сельсовета.
Площадь села — 23 гектара Численность населения села — 186 человек (2006 год).
В селе по данным на 2006 год функционируют 1 учреждение здравоохранения, 1 образовательное учреждение.